# 喜欢·你
《喜欢·你》是一部於2017年上映的電影。许宏宇導演，根据作家蓝白色的小说《終於等到你》改编，讲述女汉子恋上霸道总裁並上演一段浪漫情缘的故事。中国大陆于2017年4月27日上映。另有電視劇《我，喜歡你》於2020年9月15日在騰訊視頻及WeTV獨家播出。

## 剧情概述
掌管跨国经济体的路晋（金城武饰）刻薄挑剔，仅有美食这一个爱好。创意厨师顾胜男（周冬雨饰）迷糊邋遢得过且过。一次收购，一道女巫汤，路晋喜欢上了顾胜男的菜却讨厌极了她这个人。喜欢还是讨厌究竟何去何从？

## 演员
| 角色         | 演员   | 简介 |
| 路晋         | 金城武 | 霸道的跨國財團總裁，在美國出生、加拿大長大、英國留學，個性目中無人、吹毛求疵，說話機車的毒舌吃貨。 被網路節目主持人諷刺為「河豚」、女主則用「白松露」暗喻難相處。先因被女主誤劃車而相遇，後又因收購女主工作的「瑰蕾酒店」而與女主更多接觸，用食物隔空過招，進而相戀。 煮泡麵時對時間苛求，以秒為單位。 |
| 顾胜男       | 周冬雨 | 高級飯店餐廳的二廚，無腦又神經大條，說話沒邏輯，清醒時白目，喝醉時更糊塗，家裡髒得像豬窩的魚乾女。 覺得每個人對於吃都有獨特的「密碼」，好的廚師就是「解對密碼的人」。用食物與男主隔空過招。 家有愛犬名叫「老闆」。喜歡看日出，但因工作關係看不到夕陽。                                                 |
| 孟新杰       | 孫藝洲 | 路晉的秘書，工作上嚴肅刻板，可以百分百完成老闆的一切吩咐，生活中則幽默風趣、敢於追愛。 |
| 徐招娣       | 奚夢瑤 | 顧勝男的好閨蜜，是一個性格火辣爽快的直播網紅，與小孟上演一段敢愛敢恨的甜蜜愛情。 |
| 程子谦       | 杨祐宁 | 飯店總經理。曾與顧勝男秘密交往（曖昧），但嫌棄女主「沒有料」（身材）而分開，後為飯店利益回頭求交往被拒。 |
| 路晋父亲     | 张国柱 | 與男主感情淡薄，貌似於男主幼年時丟棄男主寵物犬。覺得吃飯只是人的基本需求，不需講究。 |
| 高富帅       | 高晓松 | 火紅網路節目主持人，節目以「很土」為賣點。 |
| 路晉私人廚師 | 林志玲 | 作為男主私人廚師7年，後因發現男主對於餐桌上的需求不只是吃飯，而是開始想要有人陪伴，於是留下簡訊離開。 |

## 制作
2016年8月在上海市开机拍摄，於10月中旬殺青。
本片是与陈可辛合作超过十二年的摄影师许宏宇首次执导的电影。这是陈可辛和金城武第四次合作，也是继2005年的《如果·爱》后，二人第二次合作爱情片。
关于选择金城武和周冬雨出演，陈可辛表示一方面是周冬雨在《七月与安生》中惊艳表现有目共睹；另一方面，他不希望给金城武的搭档是大众“理所当然”的。
本片英文名叫‘This is not what I expected’，意思是这不是我想象的。当你想象或追求的这样东西，结果却喜欢上不是你想象的或你追求的。
拍摄本片的过程中，租用酒店每天的租金就高达二十几万，所以只能采取每次开机就拍足24小时的方式。为此陈可辛还特地与金城武商量，放宽合约中每天只能拍12个小时的限定。
本片摄影师余静萍时表示，片中不同人物有明确的影像风格设定，以助于角色塑造：“我会在周冬雨的影像风格上比较让她自由一点，所以都是尽可能的手持，从而减少对她的限制，让她比较自由地去做自己。而给金城武的设定是：一直往前走的人，所以在影像风格上，就设定他比较冷调，都是跟着他的步伐一直前进。”。

## 花絮
周冬雨表示：“我是在开拍之前，专门去厨师学校上了课。拍摄过程中也一直在揣摩专业厨师该有的样子，我自己的厨艺远没有电影中那么厉害。”
周冬雨和金城武對戲時心情太嗨，在拉扯耍賴時，竟即興冒出自我介紹：「我是你女朋友的炮友的男朋友的女朋友的女朋友！」讓金城武頻頻笑場，周冬雨還順勢脫口而出：「我爸是陳可辛！」

## 歌曲
| 曲別   | 歌名                           | 演唱者        | 作詞   | 作曲   |
| 主题曲 | 《我喜欢上你时的内心活动》     | 陈绮贞        | 韩寒   | 陈光荣 |
| 片尾曲 | 《住在地球晒夕阳》             | 朱隽言        | 冯曦妤 | 陈光荣 |
| 片尾曲 | 《討厭喜歡你》                 | 陳綺貞        | 馮曦妤 | 陳光榮 |
| 片名曲 | 《Never Expected It This Way》 | 6號           | 朱隽言 | 馮庭正 |
| 插曲   | 《Egg dance》                  | 朱隽言        | 朱隽言 | 陈光荣 |
| 插曲   | 《Stars and Moonbeams》        | 6號           | 馮庭正 | 馮庭正 |
| 插曲   | 《Sideview》                   | Bandit Phosri | 馮庭正 | 馮庭正 |
| 插曲   | 《Messy bedroom》              | Wendyz Zheng  | 馮庭正 | 馮庭正 |
| 插曲   | 《Dine and Sleep》             | 黃瑋中        | 馮庭正 | 馮庭正 |

## 宣传
本片开拍后使用了《男人使用手册》、《男人手册》、《你看上去很好吃》等片名，直到定档确定正式片名《喜欢·你》。
2017年3月2日宣布定档4月28日在国内公映，并发布“吃定你”系列定档海报。
3月12日发布“讨厌版”预告片。
3月15日在北京举行发布会，监制陈可辛、许月珍，导演许宏宇，主演金城武、周冬雨出席，片中周冬雨饰演的“顾胜男”家的宠物狗也来到现场。
本片于4月8日作为第7届北京国际电影节北京展映单元和24届北京大学生电影节的“双开幕”影片揭幕电影节，监制陈可辛、许月珍，导演许宏宇，主演金城武、周冬雨、奚梦瑶出席。
4月10日发布影片主题曲《我喜欢上你时的内心活动》MV，陳光榮作曲、韩寒作词並由陈绮贞演唱。此外片方宣布提档至4月27日晚18点全国公映，并于4月22日、23日两日15点在全国28个城市举办超前点映，4月25日19点至20点在全国所有影城提前开放场次。
4月16日作为第7届北京国际电影节的开幕影片亮相开幕式，这是北影节首次选定新导演处女作作为开幕片。
4月23日在北京举行“甜蜜蜜首映发布会”，黄子佼主持。监制陈可辛、许月珍，导演许宏宇，主演金城武、周冬雨、孙艺洲、奚梦瑶、赵英俊等出席，特别出演的林志玲和杨佑宁亦来捧场。
4月28日在香港举行发布会，陈可辛、许宏宇、金城武、周冬雨等出席。
4月29日在台北举行发布会，陈可辛、许宏宇、金城武等出席。
2017年9月入围第30屆東京國際影展“世界焦点”单元。

## 评价
北京大学生电影节组委会：
电影《喜欢你》中，周冬雨饰演的女主角热爱生活、热爱工作，独立、勇敢、真实，敢于挑战权威，正能量满满。我们在挑选电影节开幕片的时候，提前看过的同学和老师们都非常喜欢这个电影，觉得《喜欢你》不仅有趣、生动，品质出众，而且，这部电影也反应了当下年轻人的积极向上爱情观，很符合大学生电影节的办节宗旨。——
中国电影导演协会表彰词：
(周冬雨)古灵精怪但真实可信，少女情怀却甜而不腻，个人风格与人物特质融合得恰到好处，以令人信服的角色去编织完成了一部讲述梦幻的电影。——
金馬執委會執行長聞天祥：
不過遺珠的話，《喜歡你》周冬雨、《路過未來》楊子姍以及《笨鳥》姚紅貴都很可惜，「周冬雨在這樣的故事中包含很大的生活力十分不容易，沒有她這個電影幾乎沒法成立。」

影评人余余：
历史上看，神经喜剧被人认为是一种听觉大于视觉的电影类型，《喜欢你》显然做出了很大的改变。这部电影的导演是剪辑师出身的许宏宇，在他的导演处女作中，许宏宇采用大胆瑰丽的剪辑方式，将一道道美轮美奂的菜式进行了展示，看到那些色彩被调到极致艳丽的食材，观众的味蕾随着剧情同样得到了调动。电影还几次使用了动画的元素，将男女主角吃过河豚之后的幻觉反应和美妙爱情进行了更加浪漫的渲染。
而电影中抒情的段落很像是一部写给上海的情书：有历史的老派酒店、东方之珠电视塔、弄堂里的夕阳……新与旧，中与西，潮流与市井，这些上海的符号在电影中透出别样的浪漫。
不知从什么时候起，香港导演开始放下对港岛的心心念念，书写起上海的情书。但这也不奇怪，早就有不少学者指出，香港、上海本就是双城记。如果说非得在中国选取一座城市作为城市文化的样板，毫无疑问上海会是首选。——

编剧宋方金：
这是一部周冬雨电影。在目前看来，是周冬雨的代表作之一。从这个意义上来说，很难想象换掉周冬雨，哪个演员能来演这个女大厨角色；反过来说这部电影换掉谁都有可能继续成立，唯独换掉周冬雨，不行。简单一句话，她（周冬雨）实现了表演艺术中的“当众孤独”。当众孤独是戏剧表演体系里的术语。中戏出来的演员对“当众孤独”是不陌生甚至很熟悉的。我不清楚电影学院的表演教学体系，但这次周冬雨的表演果实是丰富而惊人的。说实话，我已经有很长时间没有看到演员非常通透地实现过“当众孤独”了。所谓当众孤独，就是演员要以强大的自信为前提，进入艺术的规定情境，跟角色魔术般地合二为一，既体验又体现，既有我又无我。如行动着的“禅定”。——
 

“阿基狮看电影”撰稿人爪撕榴莲糖：
其实这片子是没有内涵可挖的要深入解读大概只能列出一堆让人看得饿的菜谱……但经不起深究，又何必深究。哲学其味无穷大道理，不需要来电影院学习。多少老品牌的巧克力，要问什么味，重点无非是甜而已。然而甜又有什么不好，电影院嘛，最好就是开开心心入欢天喜地出，最好场时能问人一声“去吃什么呀？”，上佳滋味，如此而已。不管如何，总之能甜起来的，让人由内而外美滋滋的，一定是好的。——

界面新闻审片室：
简单来说，《喜欢你》是一个标准的爱情故事，没有成年人爱情里的沉重和牵扯，没有除两人关系外的其他人，轻松惬意，让人心生向往。这个电影强烈的影像风格，展现了城市、美食、爱情，这些日常生活中最美好的主题。在这样的爱情电影里，吃饭显然是最重要的，至于做爱嘛……。——

《北京日报》：
它是一部在电影工业线上经过精心打磨的电影商品，对于同类型电影的拍摄具有较强的借鉴意义。中国电影要想做大做强，就应该多拍一些这样的电影。至于那些说《喜欢你》拜金、三观不正的人，可以退散了，看电影上纲上线很无趣哦。

《女人迷》作者陳太陽：
食物就是《喜歡你》裡頭打開密碼的鑰匙，對食物挑剔的人而言，要的是能解開密碼的人，就跟愛情一樣，許多時候你的真心一片，尋覓的是一個在天涯等候你，能明白你所有真心誠意的那個人。陸晉原來以為自己只是認可勝男的廚藝，沒想到他的認可竟包含勝男所謂的「人都是有感情的」，他不是真的喜歡孤獨，而是因為他的討人厭讓他成了一個只能孤獨的人。——

## 发行

### 票房
中国大陆
中国大陆首周票房11037万元，排名第四。次周7373万元，排名第六。累计2.1亿元。
台湾
首週票房破千萬元新台币。其中台北週末票房累计1051万新台币。

### 其它放映
2017年6月1日，本片于腾讯视频、爱奇艺、优酷等中国大陆视频网站付费播出。
2017年10月4日18:13，本片首次在中央电视台电影频道播出。

## 獎項及提名
| 年度   | 颁奖典礼                         | 獎項                   | 姓名                                                        | 结果 |
| ------ | -------------------------------- | ---------------------- | ----------------------------------------------------------- | ---- |
| 2017   | 第54届金马奖                     | 最佳視覺效果           | 全鴻錕、翁國賢、陳迪凱                                      | 提名 |
| 2017   | 第2届金色银幕奖                  | 最佳中外合拍影片       | 《喜欢·你》                                                 | 獲獎 |
| 2017   | 第2届金色银幕奖                  | 最佳男主角             | 金城武                                                      | 獲獎 |
| 2017   | 第14届广州大学生电影节           | 最受大学生欢迎的女演员 | 周冬雨                                                      | 獲獎 |
| 2018年 | 第十二屆亞洲電影大獎             | 最佳女主角             | 周冬雨                                                      | 提名 |
| 2018年 | 第十二屆亞洲電影大獎             | 最佳新導演             | 許宏宇                                                      | 提名 |
| 2018年 | 第十二屆亞洲電影大獎             | 最佳美術指導           | 陸文華                                                      | 提名 |
| 2018年 | 第一屆MOVIE6全民票選電影大獎     | 新晉導演               | 許宏宇                                                      | 提名 |
| 2018年 | 第37屆香港電影金像獎             | 最佳服裝造型設計       | 吳里璐                                                      | 提名 |
| 2018年 | 第37屆香港電影金像獎             | 最佳原創電影歌曲       | 我喜歡上你時的內心活動 作曲：陳光榮 填詞：韓寒 主唱：陳綺貞 | 提名 |
| 2018年 | 第37屆香港電影金像獎             | 新晉導演               | 許宏宇                                                      | 提名 |
| 2018年 | 第九届中国电影导演协会2017年度奖 | 年度女演员             | 周冬雨                                                      | 獲獎 |
| 2018年 | 第1届中国双塔山爱情电影周        | 优秀女主角             | 周冬雨                                                      | 獲獎 |
| 2018年 | 第1届中国双塔山爱情电影周        | 2017年度优秀爱情影片   | 《喜欢·你》                                                 | 獲獎 |